# HMS Mercury (Marinestützpunkt)

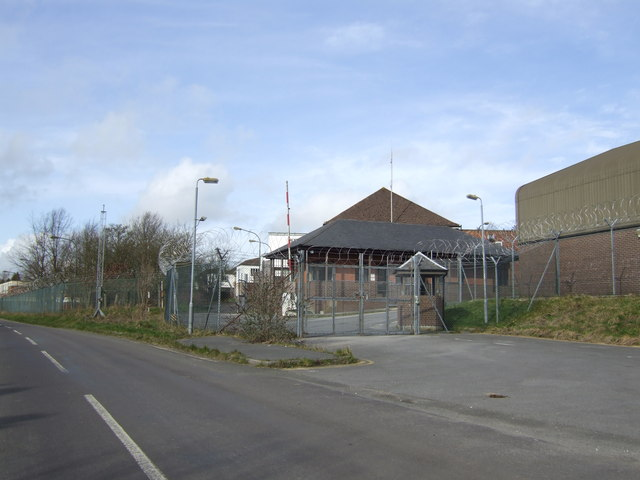
Eingang der Marineausbildungseinrichtung HMS Mercury

HMS Mercury war ein Marinestützpunkt der Royal Navy in Petersfield (England) sowie der Standort der Royal Navy Signals School und der Combined Signals School. Es gab auch eine Tochtergesellschaft, HMS Mercury II.

## Signal School

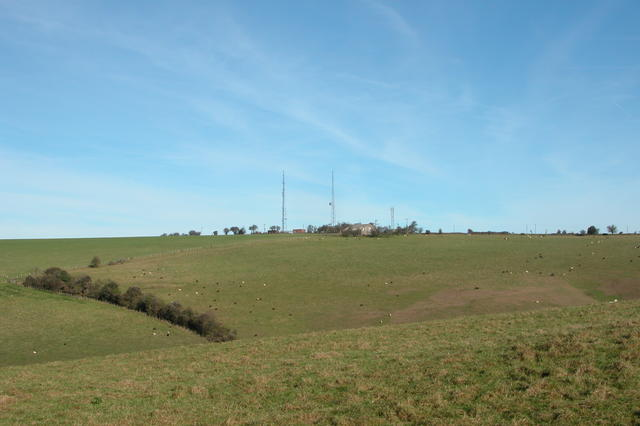
Die Funkmasten des HMS Mercury auf Weather Down

Die Signal School wurde im Leydene House, East Meon, in der Nähe von Petersfield (Hampshire), gegründet und am 16. August 1941 unter dem Kommando von Kapitän Gerald Warner als HMS Mercury in Dienst gestellt.
Eine Signalschule war bereits 1904 in HM Barracks, Portsmouth, eingerichtet worden und wurde dann während des Zweiten Weltkriegs nach Petersfield verlegt. Erweiterungen wurden auch an einer Reihe anderer Standorte eingerichtet, darunter Bristol, Cambridge und Liss. Im November 1943 wurde an der St. Bede’s Prep School in Eastbourne eine Schule für drahtlose Telegrafie und in Soberton Towers eine WRNS-Schulungseinrichtung eingerichtet.
Die Basis HMS Mercury beherbergte später die Fakultäten für Kommunikation und Navigation der School of Maritime Operations (SMOPS) der Royal Navy. Die Signal School bildete Generationen von Kommunikatoren und Navigatoren der Royal Navy aus, bis die Einrichtung am 31. August 1993 stillgelegt wurde. Zum Zeitpunkt ihrer Schließung beherbergte die HMS Mercury die Fakultäten für Kommunikation und Navigation der School of Maritime Operations der Royal Navy und das Special Communications Unit (SCU) Leydene. Das SCU Leydene wurde am 1. September 1995 eine unabhängige Einrichtung.
Während ihrer Betriebszeit hatte die HMS Mercury drei nominierte Depotschiffe:
- MB 3520 ab 16. August 1941
- HL(D) 1854 von 1948 bis Juni 1950
- HL(D) 42473 von Juni 1950 bis zu ihrem Verkauf am 18. Juni 1959.

Bekannte Captains der Signal School waren: Alan Scott-Moncrieff (1943–1945), John Crombie (1948–1950), Peter Dawnay (1951–1954), Alexander Gordon-Lennox (1954–1955), Rae McKaig (1966–1968), Peter Anson (1968–1970) und Anthony Morrow (1988–1991).

## HMS Mercury II

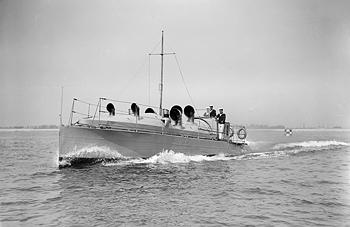
Die Barkasse (motor launch), welche dem Stützpunkt HMS Mercury II während des Zweiten Weltkriegs zugewiesen wurde

Eine experimentelle Abteilung der Signal School und ein Admiralty Signal Establishment bestanden seit 1917, als die Aufgabe von der HMS Vernon übertragen wurde. Sie wurde für Studien der Radarpeilung nach Eastney verlegt, wobei dort ab dem 30. Dezember 1935 Appointments vereinbart wurden, aber der Apparatus erst am 14. Juli 1936 eintraf. Mit dem Umzug der Hauptsignalschule nach Leydene House zog auch die Admiralty Signal Establishment im April 1941 um und wurde in Lythe Hill House, Haslemere, gegründet. Die Produktionsabteilung war Ende Mai dieses Jahres im Whitwell Hatch Hotel in Haste Hill, Haslemere, eingerichtet worden, wobei ein kleiner Teil der Einrichtung in der alten Signal School in Portsmouth verblieb. Diese wurde im August mit dem Umzug der Hauptanlage verselbstständigt. Kurz nach der Eröffnung des Hauptzentrums der HMS Mercury wurden die Versuchsabteilung im Lythe Hill House und die Produktions- und Entwicklungsabteilung im Whitwell House am 25. August 1941 als HMS Mercury in Dienst gestellt und am 27. August als unabhängiges Kommando eröffnet. Spätere Entwicklungen sahen die Einrichtung von Labors und Werkstätten an der King Edward's School in Witley vor, die Ventilproduktion ging nach Waterlooville und die Antennenherstellung nach Nutbourne. Versuche wurden in Tantallon in der Nähe von North Berwick durchgeführt.
Während ihrer Betriebszeit hatte die HMS Mercury II zwei nominierte Depotschiffe, FMB 3521 vom 27. August 1941 bis Juli 1946 und MFV 1016 von Juli 1946 bis zu ihrem Verkauf im Mai 1947. Diese HMS Mercury II blieb bis Mitte 1952 in Betrieb. Der Name ging dann an das Admiralty Signal and Radar Establishment in Portsdown, Portsmouth, über. Diese Basis blieb bis 1969 die HMS Mercury II.